# ARP Instruments

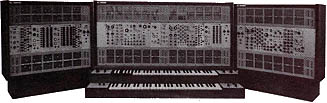
ARP 2500 (1970)

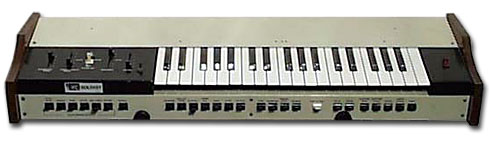
Soloist (1970)

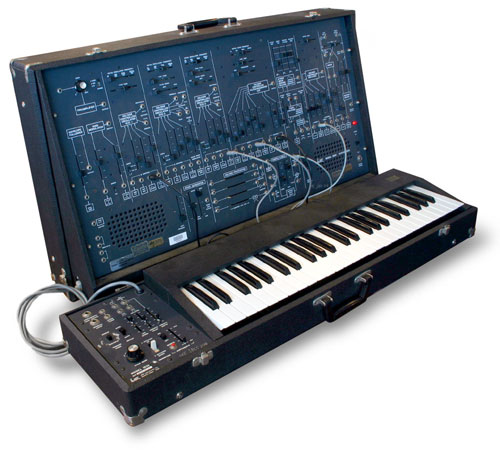
ARP 2600 (1971)

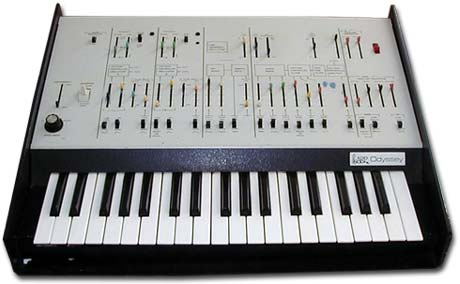
Odyssey (1972)

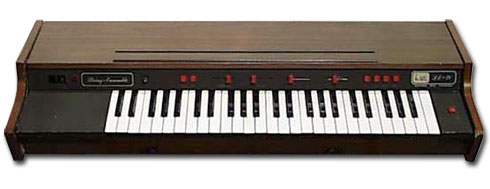
ARP Solina String Ensemble (1974).

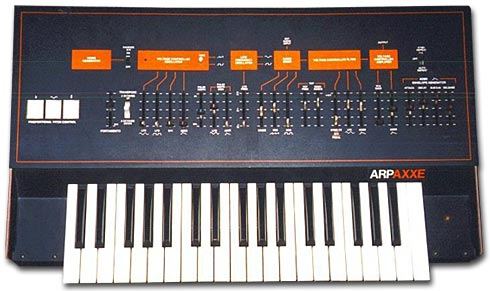
Axxe (1975)

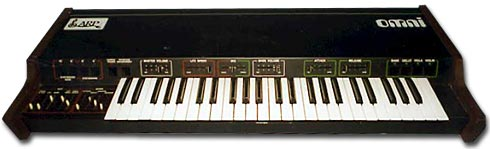
Omni (1975)

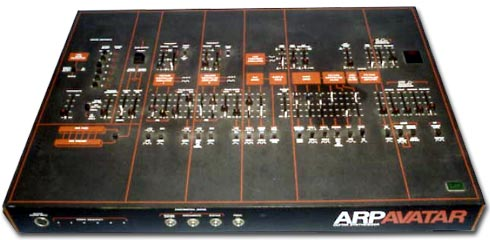
ARP Avatar (1977)

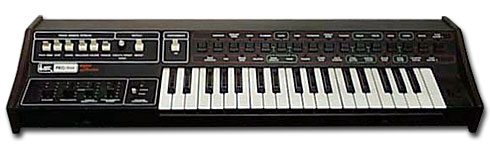
Pro/DGX (1977)

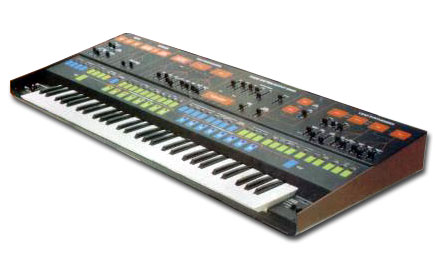
Quadra (1978)

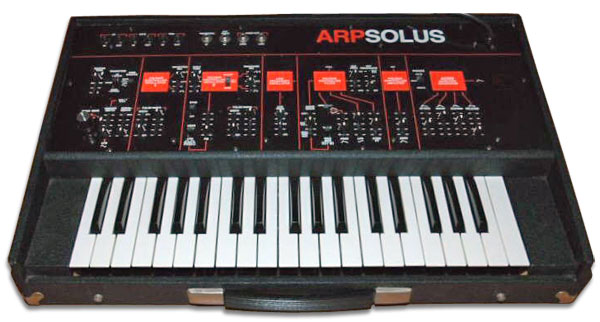
Solus (1980)

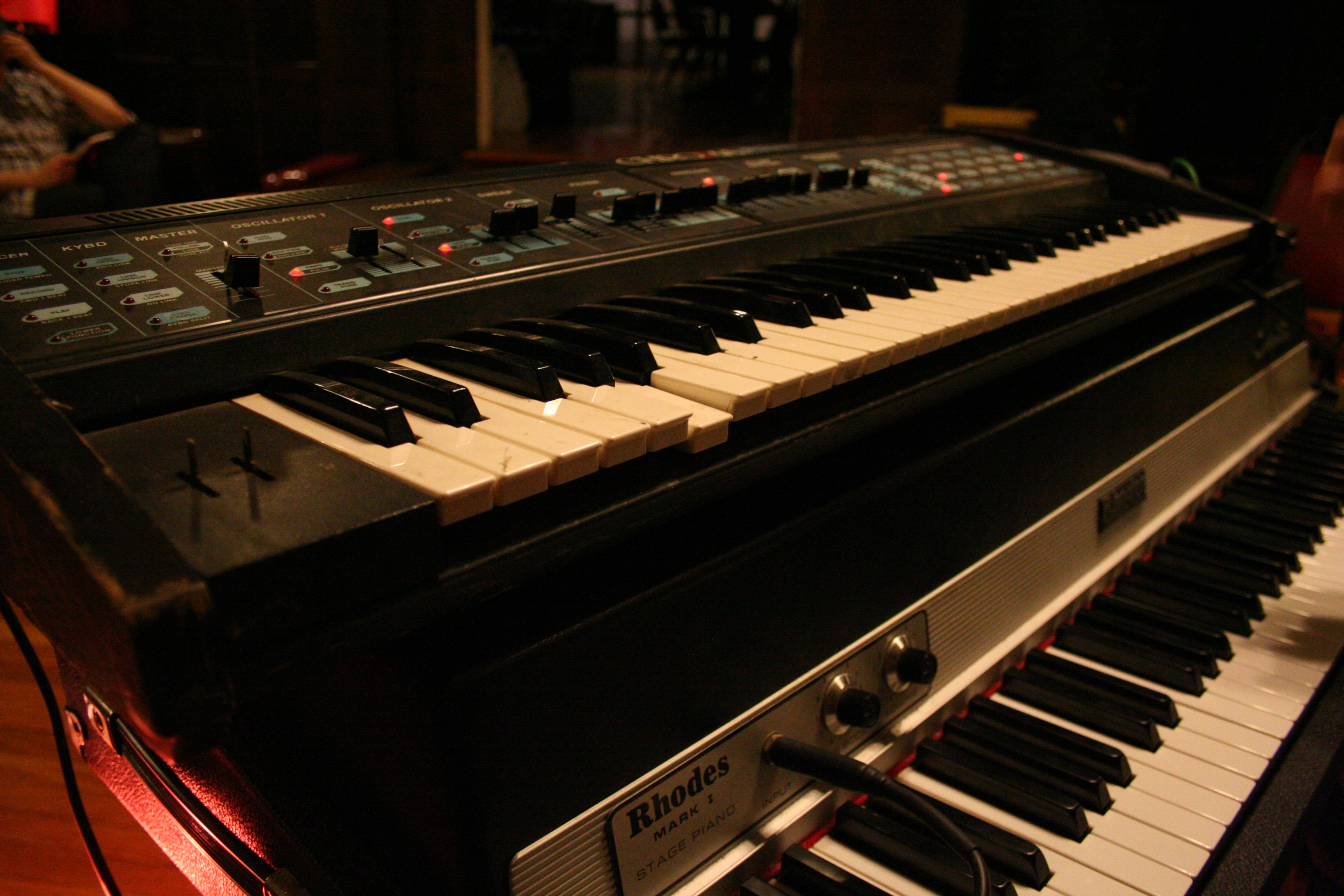
Chroma Polaris (1981) montado sobre un piano eléctrico Fender Rhodes

ARP Instruments, Inc. fue una compañía estadounidense especializada en la fabricación de instrumentos musicales electrónicos. Fue fundada en el año 1969 por el ingeniero Alan Robert Pearlman (cuyas iniciales dieron nombre a la compañía). ARP se hizo especialmente conocida por la línea de sintetizadores que lanzaran al mercado a principios de los años setenta. Luego de algunas erróneas decisiones estratégicas, comenzó a tener problemas financieros, razón por la cual, debió cerrar definitivamente sus puertas en el año 1981. La compañía ha sido siempre recordada por sus innovadores instrumentos y su excelente calidad de sonido. También registró varias patentes de las tecnologías que desarrolló.

## Historia
Alan Pearlman era un estudiante de ingeniería en el año 1948 en el Worcester Polytechnic Institute, Massachusetts cuando predijo la revolución de la música electrónica y los sintetizadores. En aquella oportunidad escribió:

El valor del instrumento electrónico será principalmente por lo novedoso. Los ingenieros deberán poner una mayor atención a las necesidades del músico. Un día no muy lejano los instrumentos electrónicos serán versátiles, potentes y expresivos, definitivamente tendrán su lugar en el mundo.
Alan Pearlman

Durante los siguientes 21 años, Pearlman ganó experiencia en ingeniería electrónica y realizando emprendimientos para finalmente fundar ARP Instruments en el año 1969 con un capital de 100 000 dólares estadounidenses provenientes de fondos personales y un monto similar proveniente de inversores.
A través de los años setenta, ARP fue el principal competidor de Moog, llegando incluso a sobrepasarlo en ventas, convirtiéndose así en el principal fabricante de instrumentos musicales de su época. En efecto, en los comienzos del uso masivo de sintetizadores parecía haber sólo dos grandes bandos: los ejecutantes-adoradores del Minimoog y por otro lado, los del ARP Odyssey y el ARP 2600, aunque algunos pequeños grupos rompían esa barrera para utilizar una u otra marca para lograr efectos específicos; y otros, aunque teniendo una marcada predilección por uno de los dos, utilizaban productos de otros fabricantes de manera de complementar su trabajo.
El modelo ARP 2500 puede ser claramente apreciado en la banda sonora de la renombrada película de Steven Spielberg Encuentros cercanos del tercer tipo (1977). Para esta oportunidad, el VP de Ingeniería de ARP, Phillip Dodds, fue enviado a instalar una unidad para ser usado en la película, también fue el responsable de contratar a Jean Claude, el músico que enviara al espacio desde este enorme sintetizador esas famosas 5 notas de manera comunicarse con la nave nodriza de los alienígenas.
La desaparición de ARP Instruments estuvo influenciada significativamente por la nefasta decisión de invertir una cantidad sustantiva de capital en el desarrollo del ARP Avatar: un módulo sintetizador con prácticamente idénticas funcionalidades de las del ARP Odyssey pero con la intención de ser ejecutado con una guitarra eléctrica a través de un micrófono de guitarra especial, cuyas señales eran procesadas para convertir el tono ejecutado en un determinado voltaje que representaba esa nota. A pesar de tratarse de un excelente instrumento, muy innovador, el Avatar no se vendió bien. ARP nunca fue capaz de recuperar los costos de investigación y desarrollo relacionados con este proyecto, y tras varios intentos de producir nuevamente instrumentos exitosos, tal como el ARP Quadra, ARP de 16-voces & Pianos de 4-voces y el ARP Solus, la compañía finalmente se declaró en bancarrota en el año 1981.
Durante el proceso de liquidación, los bienes de la compañía, que incluían los derechos de fabricación del Piano de 4-Voces y también del prototipo del ARP Chroma -el instrumento más sofisticado que había creado la compañía a la fecha-, el precio total pagado por la CBS fue de apenas US$350,000. El proyecto fue completado en el área de I+D de CBS, habiendo sido renombrado como Rhodes Chroma, instrumento que fuera producido desde 1982 hasta fines de 1983. Se destacaba por su muy flexible arquitectura de voces; 16-notas de polifonía; contar con un teclado de muy alta calidad con teclas semi-pesadas, por ser pionero en el uso de un control único para la edición de parámetros (posteriormente implementado en el Yamaha DX7); y por la inclusión de una interfaz digital propietaria (previo a la implementación del protocolo MIDI).

## Productos
- 1969: ARP 2002 (prácticamente idéntico al ARP 2500, excepto que la matriz superior de switches tenía 10 buses en lugar de 20).
- 1970: ARP 2500 (sintetizador modular cableado con una matriz de switches, de afinación muy estable comparado con sus competidores).
- 1970: ARP Soloist (pequeño, portátil, sintetizador monofónico, con aftertouch y sensitivo).
- 1971: ARP 2600 (sintetizador semi-modular, más portátil que el 2500, pre-patcheado y patchable con cables).
- 1972: ARP Odyssey (sintetizador duofónico, pre-patcheado, muy portátil, ideal para performance, competidor directo del famoso Minimoog).
- 1972: ARP Pro Soloist (pequeño, portátil, sintetizador monofónico, con aftertouch y sensitivo, sucesor del Soloist).
- 1974: ARP String Ensemble (ensamble de cuerdas polifónico, fabricado por Solina).
- 1974: ARP Explorer (pequeño, portátil, sintetizador monofónico con sonidos programables).
- 1975: ARP Little Brother (sintetizador monofónico sin teclado, un módulo de expansión).
- 1975: ARP Omni (ensamble de cuerdas polifónico, que usaba un sistema muy rudimentario para lograrlo).
- 1975: ARP Axxe (sintetizador analógico de un solo oscilador, pre-patcheado).
- 1975: ARP String Synthesizer (una combinación del String Ensemble y el Explorer).
- 1977: ARP Pro/DGX (pequeño, portátil, sintetizador monofónico, con aftertouch y sensitivo, sucesor del Pro Soloist).
- 1977: ARP Omni-2 (ensamble de cuerdas polifónico, que usaba un sistema muy rudimentario para lograrlo, sucesor del Omni).
- 1977: ARP Avatar (un módulo del Odyssey que incluía un controlador para guitarra).
- 1978: ARP Quadra (llamado así por contar con 4 microprocesadores, la potencia de 4 sintetizadores en uno).
- 1979: ARP Sequencer (secuenciador analógico).
- 1979: ARP Quartet (sintetizador orquestal fabricado por Siel y re-ensamblado por ARP).
- 1980: ARP Solus (sintetizador analógico monofónico).
- 1981: ARP Chroma (sintetizador polifónico con microprocesador, luego vendido a CBS/Rhodes cuando ARP cerró).

## Usuarios reconocidos
Algunos notables usuarios de los sintetizadores ARP fueron:
- Tony Banks de Genesis tocó un ARP 2500,[2] un ARP Pro Soloist (en el álbum Selling England by the Pound) y luego un ARP Quadra.[3]
- David Bowie utilizó sintetizadores ARP en el álbum Low[4]
- Wendy Carlos tocó un ARP 2500.[2]
- En el famoso Radiophonic Workshop de la BBC, Peter Howell usó un ARP Odyssey para renovar la música de la serie de TV "Dr Who" a principios de los años 1980s.[5]
- Vince Clarke tocó un ARP 2500 y un ARP 2600.[6]
- Chick Corea tocó un ARP Odyssey en el álbum My Spanish Heart.[7]
- Paul Davis tocó un ARP Odyssey, un ARP 2500, un ARP 2600 y un ARP Quadra.[8]
- Jon Lord  de Deep Purple tocó un ARP Odyssey Mk I (Model 2800) en el CALIFORNIA JAM 1974.
- Depeche Mode usó un ARP 2600.[9]
- Devo usó un ARP Odyssey en el Freedom of Choice tour. El vocalista/tecladista, Mark Mothersbaugh reportó que durante las sesiones de grabación, su instrumento tuvo un fallo repentino y comenzó a comportarse de una forma extraña, creando un sonido completamente nuevo, imposible de alcanzar a través del uso de una parametrización habitual de sondios (se lo puede escuchar en el tema Duty Now for the Future)[10]
- Dennis DeYoung, de Styx, usó sintetizadores ARP en el álbum Styx II.[11]
- Daryl Dragon, de Captain & Tennille, tocó un ARP String Ensemble en el álbum Love Will Keep Us Together.[12]
- George Duke tocó un ARP Odyssey en el álbum Guardian Of The Light.[13]
- Brian Eno tocó sintetizadores ARP en la creación del álbum Low de David Bowie.[4]
- Dave Formula tocó un ARP Odyssey.[14]
- Jean Michel Jarre tocó un ARP 2500.[2] en el álbum Equinoxe, también un ARP 2600 y un ARP Sequencer.[15]
- Elton John tocó un ARP String Ensemble en el álbum Captain Fantastic and the Brown Dirt Cowboy.[16]
- Herbie Hancock tocó un ARP Odyssey, un ARP Soloist y un ARP 2600[17][18] y un ARP String Ensemble en el álbum Thrust.[19]
- Steve Hillage tocó sintetizadores ARP en el álbum Rainbow Dome Musick.[20]
- Miquette Giraudy tocó un ARP Omni en el álbum de Steve Hillage Rainbow Dome Musick.[20]
- The Grateful Dead usó sintetizadores ARP en varios de sus álbumes[21]
- Rick van der Linden, de Ekseption, tocó un ARP 2600 en el álbum Trinity.[22]
- Kerry Livgren y Steve Walsh, del grupo Kansas, usaron sintetizadores ARP en el álbum Song for America.[23]
- Scott McCaughey tocó un ARP Odyssey en varias canciones del álbum New Adventures In Hi-Fi de R.E.M..[24]
- Christine McVie, de Fleetwood Mac, tocó un ARP String Ensemble en el álbum Heroes Are Hard To Find.[25]
- Hugo Montenegro tocó un ARP 2500.[2]
- Gary Numan tocó un ARP Pro Soloist en el álbum Telekon.[26]
- Jimmy Page tocó un ARP 2500.[2]
- Anthony Phillips tocó un ARP String Ensemble y un ARP Pro Soloist en su álbum de 1977 The Geese And The Ghost. El título del álbum derivaba de dos sobrenombres con que Phillips nombraba a dos sonidos que producía con su ARP Pro Soloist, los cuales pueden ser claramente escuchados en el tema que da título al álbum.[27]
- Eliane Radigue tocó un ARP 2500 en el álbum Triptych.[28]
- Klaus Schulze tocó un ARP Odyssey y un ARP 2600 en el álbum Picture Music.[29]
- Dave Sinclair y Rupert Hine tocaron sintetizadores ARP en el álbum For Girls Who Grow Plump in the Night, de la banda Caravan.[30]
- Gerald Shapiro tocó un ARP 2500.[2]
- Skinny Puppy tocó un ARP 2600 en sus primeros álbumes.[31] Un ARP 2500 y un ARP 2600 se encuentran actualmente en uso en Subconscious Communications.[32]
- Steven Spielberg utilizó un ARP 2500 en la película Encuentros cercanos del tercer tipo.[2]
- Pete Townshend, de The Who, escribió la canción Won't Get Fooled Again en un ARP 2500.[2][17][33]
- Joe Walsh tocó sintetizadores ARP en el álbum Barnstorm.[34]
- Edgar Winter tocó un ARP 2600 en el álbum Frankenstein[17]
- Stevie Wonder tocó un Braille 2600.[35]
- Joe Zawinul, de la banda Weather Report, solía tocar con sintetizadores ARP.[36] En particular con un ARP 2600[17] y más tarde un ARP Quadra y un ARP Chroma.[37]
- Tod Dockstader utilizó un ARP Axxe y un ARP String Ensemble, junto con un Minimoog para crear los álbumes Electronic Vols. 1 & 2, originalmente para Boosey & Hawkes
- Charly García usó un ARP String Ensamble durante sus periodos en Sui generis, La Máquina de Hacer Pájaros y Serú Girán
- Benny Andersson Uso un ARP Odyssey MK III en su canción 'Gimme Gimme Gimme (A Man After Midnight)' Y se especula que también lo uso en 'Voulez-vous' como El riff principal